# Alpheias
Alpheias is een geslacht van vlinders van de familie snuitmotten (Pyralidae), uit de onderfamilie Galleriinae.

## Soorten
- A. barcalis Ragonot, 1890
- A. bipunctalis Hampson, 1919
- A. conspirata Heinrich, 1940
- A. gitonalis Ragonot, 1890
- A. oculiferalis Ragonot, 1891
- A. pectinalis Barnes & McDunnough, 1912
- A. querula Dyar, 1914
- A. transferens Dyar, 1917
- A. vicarilis Dyar, 1913